# Ribes meyeri
Ribes meyeri är en ripsväxtart. Ribes meyeri ingår i släktet ripsar, och familjen ripsväxter.

## Underarter
Arten delas in i följande underarter:
- R. m. dshabari
- R. m. meyeri
- R. m. pubescens

## Bildgalleri

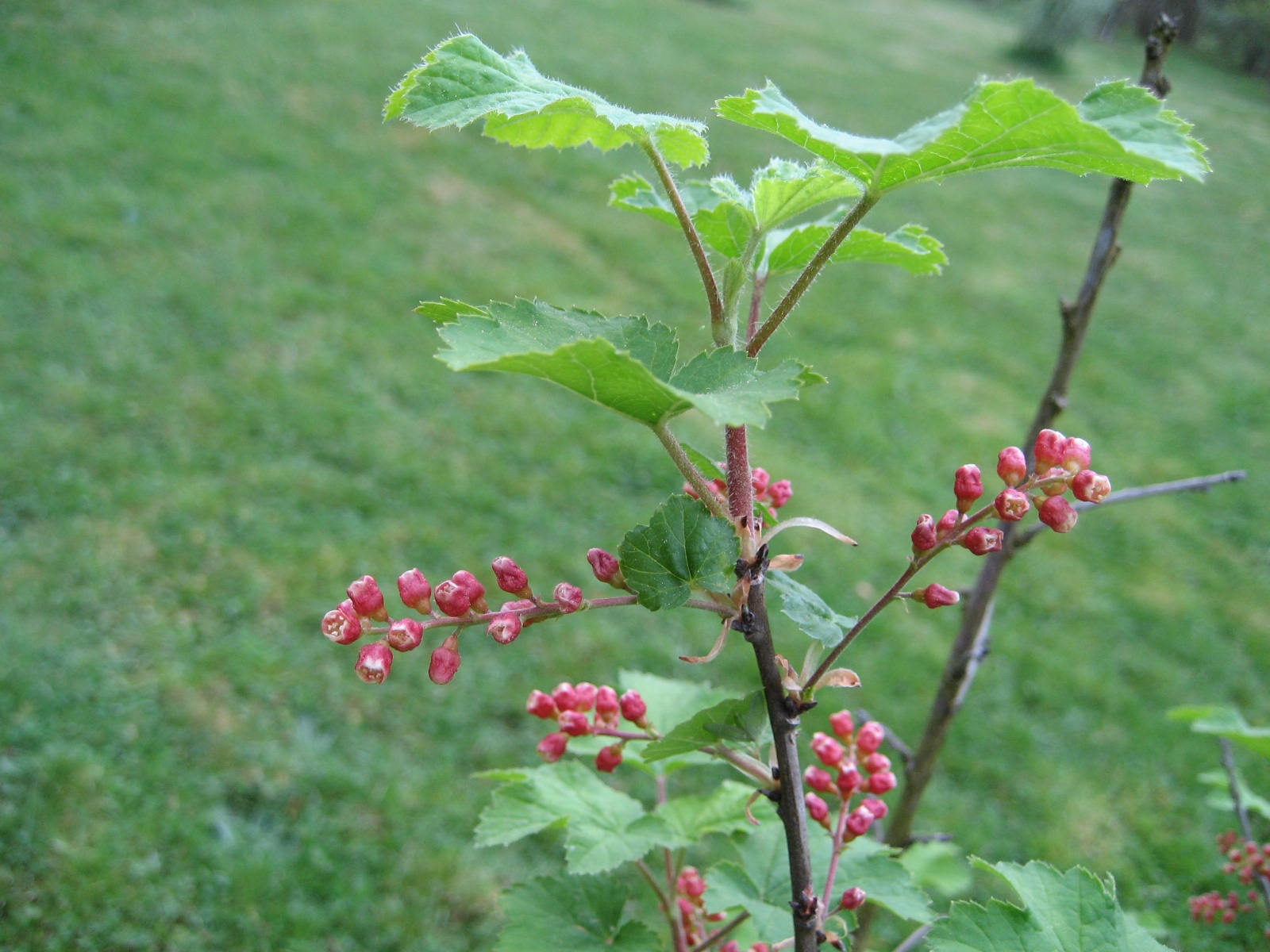